# Ammeldingen bei Neuerburg
Pour l’article homonyme, voir Ammeldingen-sur-Our.
Ammeldingen bei Neuerburg est une municipalité allemande située dans le land de Rhénanie-Palatinat et l'arrondissement d'Eifel-Bitburg-Prüm.